# Силвейрас (Сан-Паулу)
Силвейрас (порт. Silveiras) — муниципалитет в Бразилии, входит в штат Сан-Паулу. Составная часть мезорегиона Вали-ду-Параиба-Паулиста. Входит в экономико-статистический микрорегион Бананал. Население составляет 5721 человек на 2006 год. Занимает площадь 414,698 км². Плотность населения — 13,8 чел./км².

## История
Город основан 9 декабря 1830 года.

## Статистика
- Валовой внутренний продукт на 2003 составляет 24.350.165,00 реалов (данные: Бразильский институт географии и статистики).
- Валовой внутренний продукт на душу населения на 2003 составляет 4.376,38 реалов (данные: Бразильский институт географии и статистики).
- Индекс развития человеческого потенциала на 2000 составляет 0,721 (данные: Программа развития ООН).